# Arno Plauert
Arno Plauert ( 23. srpna 1876, Drážďany – 4. srpna 1937, Varnsdorf) byl německý průmyslník ve strojírenství.

## Život

### Původ a rodina
Arno Plauert byl synem Karla Gottfrieda Plauerta (1850–1890), stavebního dodavatele v městské části Altstadt v Drážďanech a Anny Marie (1850–1921), dcery drážďanského úředníka Karla Traugotta Thümmela. Kreativně nadaná matka si po manželově brzké smrti založila jeden z módních ateliérů v Drážďanech, kde vytvářela šaty podle vlastního návrhu. Jediný bratr Guido (1878–1903) byl obchodníkem v Drážďanech.  Plauert se oženil s Annou Hermine roz. Engelmann (1891–1982) ve Varnsdorfu v roce 1912, dcera Antona Franze Engelmanna (1853–1930), ředitele v Severočeském svazu vzájemného požárního pojištění (Nordböhmischen gegenseitigen Brandschaden-Versicherungsverein), který založil jeho otec v roce 1859. Arno Plauert měl s Annou tři syny: Dr.- Ing. Hanse Plauerta (1913-1996), inženýra Maxe Plauerta (1917-1993) a Waltera Plauerta (1922-1945).  

### Kariéra
Plauert se vyučil jako zámečník. Poté pracoval jako strojní inženýr v Elektrizitäts-Aktiengesellschaft, dříve Schukert & Co., na konstrukci strojů. Na podzim roku 1899 začal Plauert studovat na Technické univerzitě v Drážďanech, a to zejména: elektrotechniku, mechaniku a konstrukci strojů. Pro Královský saský strojní a technický výzkumný ústav (Königlich-sächsische Mechanisch-technische Versuchsanstalt) během výstavby nových dílen vypracoval plány pro instalaci obráběcích strojů a výkresy pro výuku.
V roce 1901 se stal prvním inženýrem a vedoucím technického závodu v Lubáni ve slévárně železa a strojírně Felix Baensch (Eisengießerei und Maschinenfabrik Felix Baensch). V témže roce se stal společníkem továrny na obráběcí stroje O. Petschke & Co. (celým názvem Nordböhmische Werzeugmaschinen Fabrik Otto Petschke u. Co. i. B.) ve Varnsdorfu a v roce 1903 byl jediným vlastníkem firmy, která byla od roku 1906 známá jako Arno Plauert, Maschinenfabrik a specializovala se na výrobu vysoce kvalitních speciálních strojů na zpracování kovů podle vlastní konstrukce. V roce 1906 firma vystavovala na německo-české výstavě v Liberci.
V letech 1914 až 1917 se firma rozrostla na jednu z nejvýznamnějších v oboru v Rakousku-Uhersku a později na největší v Československu. Tento růst byl důsledkem příjmů získaných válečnými zakázkami, ve kterých se společnost zabývala výrobou min a granátů.  V roce 1921 zde pracovalo 400 zaměstnanců. Společnost vyvážela do Itálie, Britského impéria a dalších zemí; podíl exportu se pohyboval kolem 60 % a od roku 1930 většinou směřovaly do SSSR. Sortiment společnosti mimo jiné zahrnoval horizontální vyvrtávačky a frézky vysokou přesností, průměry vřeten až 150 mm a celkovou hmotností 43 tun (největší obráběcí stroje vyráběné v Československu), soustruhy s pracovní délkou až 6 m, dále frézky a závitořezné stroje, hoblovky a sloupové vrtačky i sklíčidla do soustruhů. Roční tržby činily v roce 1934 6,5 mil. Kč  v roce 1936 13,8 mil. Kč. V roce 1937 měla společnost 700 zaměstnanců.
Arno Plauert zemřel ve věku 60 let v důsledku náhlých komplikací po operaci ve Varnsdorfu 4. srpna 1937. Po jeho nečekané smrti přešla společnost na jeho dva starší syny, Hanse a Maxe Plauertovi. Továrna na obráběcí stroje Arno Plauert byla v letech 1939 až 1945 považována za nejvýznamnější a nejmodernější v oboru v Německé říši na výrobu vysoce výkonných vyvrtávacích a frézovacích strojů výše zmíněné velikosti.  V roce 1946 se podnik stal součástí větší skupiny znárodněných závodů SPOTOS, národní podnik, poté v roce 1950 zřízen samostatný TOS Varnsdorf, n. p.
V roce 1948 Hans Plauert po odsunu založil nástupnickou společnost Arno Plauert, továrnu na stroje v Geretsriedu, okres Wolfratshausen (Horní Bavorsko).

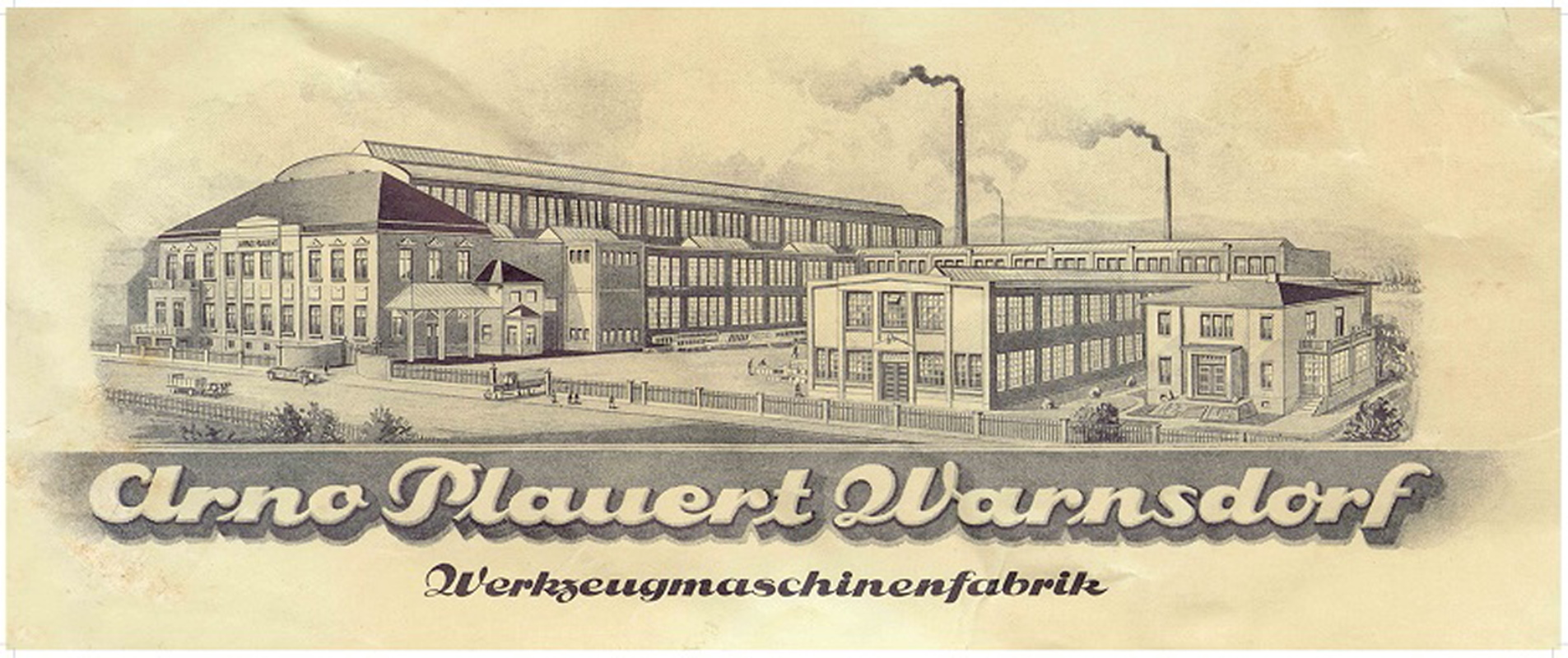
Areál továrny Arno Plauert, Maschinenfabrik od r. 1917

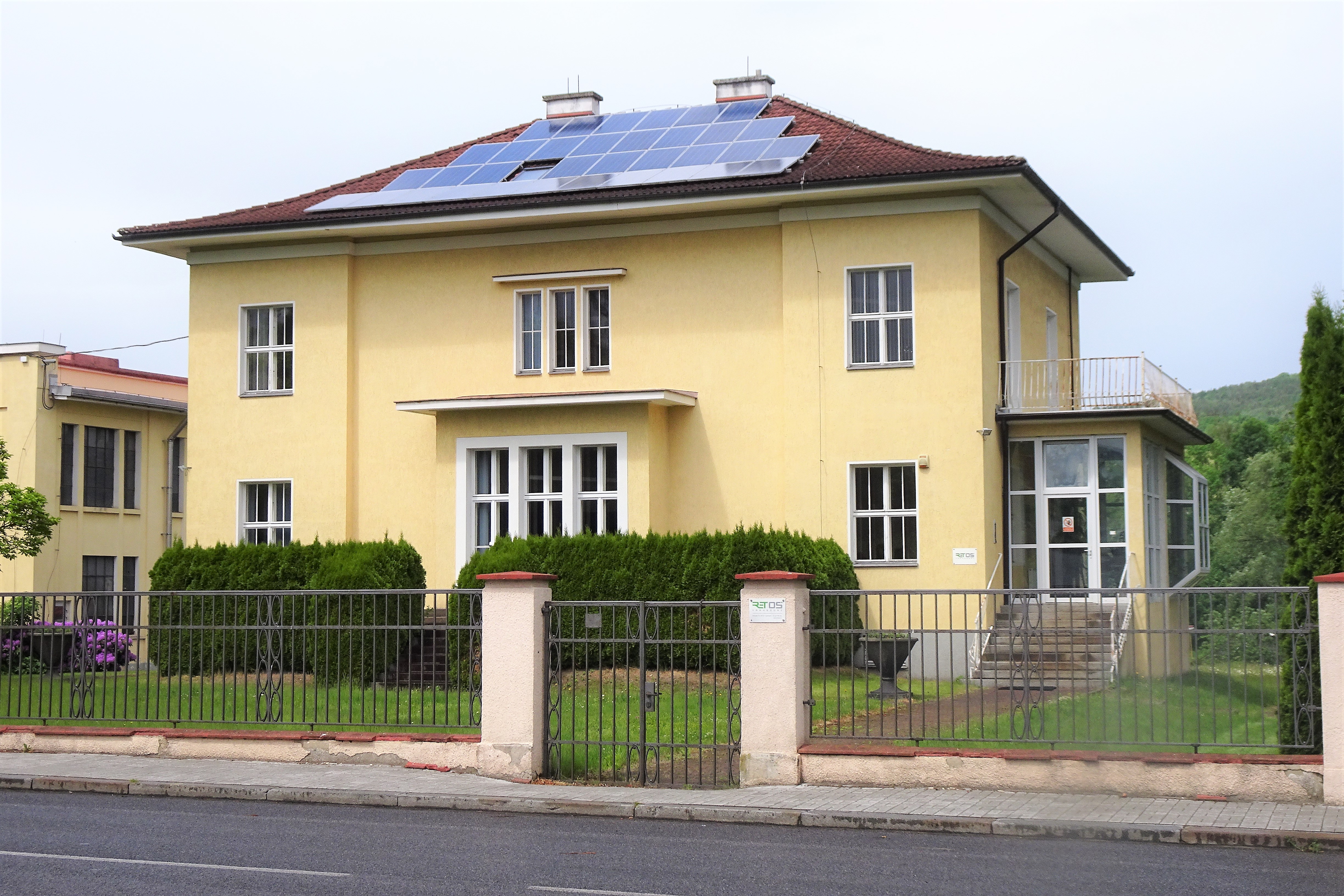
Vila rodiny Plauertových, postavena r.1925

Bývalá společnost Arno Plauerta působí v České republice dodnes jako TOS Varnsdorf.